# Palais des sports (Mexico)
Pour les articles homonymes, voir Palais des sports.
Le palais des sports de Mexico est un stade de sport construit à l'occasion des jeux olympiques de Mexico en 1968 par l'architecte Félix Candela pour y recevoir les compétitions de basket-ball.

## Histoire
La construction avait commencé en 1966 et s'est terminée en 1968, date à laquelle le palais fut inauguré. Il est situé dans le complexe sportif Magdalena Mixhiuca. La salle a une capacité de 20 000 spectateurs.
Il reçoit actuellement des expositions, des grandes fêtes ou des concerts.

## Événements
- Concerts de U2 (Zoo TV Tour), les 21, 22, 24 et 25 novembre 1992
- Concerts de Scorpions (Face the Heat Tour), les 23 et 24 mars 1994
- Concerts de Oasis (Be Here Now Tour), les 24 et 25 mars 1998
- Concerts de Paul McCartney (Driving World Tour), les 2, 3 et 5 novembre 2002
- Concert de Céline Dion (Taking Chances World Tour), le 9 décembre 2008
- Concert de Scorpions (Get Your Sting and Blackout World Tour), le 7 septembre 2010
- Concert de Kiss (The Hottest Show on Earth Tour), le 30 septembre 2010
- Concert de Beyoncé (The Mrs. Carter Show World Tour), le 26 septembre 2013
- Concerts de Muse (The 2nd Law Tour), les 18, 19, 20 et 22 octobre 2013
- Concerts de Madonna (Rebel Heart Tour), les 6 et 7 janvier 2016
- Concerts d'Iron Maiden (The Book of Souls World Tour), les 3 et 4 mars 2016
- Concerts d'Iron Maiden (Legacy of the Beast World Tour), les 27, 29 et 30 septembre 2019
- Concerts de Madonna (The Celebration Tour), les 20, 21, 23, 24 et 26 avril 2024